# Tannhäuser Kapu
A Tannhäuser Kapu kitalált helyszín, eredetileg az 1982-es Szárnyas fejvadász egy jelenetében szerepelt, majd újra az 1998-ban bemutatott A katona című filmben (ahogy sok más helyen), visszautalva a Szárnyas fejvadászra.

## Szárnyas fejvadász
Az 1982-ben bemutatott filmben a replikáns Roy Batty (Rutger Hauer) említi a kaput, miközben elmondja egy földönkívüli különítmény katonájaként szerzett élményeit:
I've seen things you people wouldn't believe. Attack ships on fire off the shoulder of Orion.  I watched C-beams glitter in the dark near the Tannhäuser Gate. All those moments will be lost in time, like tears in rain. … Time to die.
"Én láttam olyan dolgokat, amiket ti emberek el se hinnétek. Lángoló csatahajókat az Orion peremén. Gyilkos sugarakat az éjben a Tannhauser Kapunál. Mindezek a pillanatok elvesznek az időben, mint könnyek az esőben. Az idő lejárt."
A Channel 4 „A szárnyas fejvadász határán” című dokumentumfilmjében Hauer, Ridley Scott rendező és David Peoples forgatókönyvíró mind azt állítják, hogy Hauer maga írta a szöveget amiben ez a sor szerepel, bár az alapjai már léteztek Peoples különböző vázlataiban. A 2007-es „Mindazok a pillanatok” című önéletrajzában Hauer megerősíti, hogy csupán lerövidítette az eredeti szövegét, és hozzátoldotta a következő mondatot: „ezek a pillanatok mind eltűnnek majd az időben, mint könnyek az esőben”.
A Tannhäuser Kapu eredete nem a science fiction, hanem egy ősi német legenda. Valójában a német Tannhäuser meséjére utal, a lovagéra, aki egy évet töltött Vénusz imádatával a hihetetlenül jól elrejtett búvóhelyén, mélyen a föld alatt.

## A katonacímű film
A katona című 1998-as filmben Todd őrmester (Kurt Russell) a Tannhäuser kapui csata veteránja. Ez a tény a film elején egy számítógép képernyőjén bukkan fel rövid ideig. A képernyőn egy lista látható, a karakter csatáinak és kitüntetéseinek felsorolása. Ezen kívül a Tannhäuser Kapu tetoválásként is szerepel Todd kezén, más csatahelyszínek neveivel együtt. Később a filmben, mikor Sandra felfigyel a tetovált feliratokra a kezén és megjegyzi Mace-nek, ő elmagyarázza, hogy „a Tannhäuser Kapu egy csata volt”.
Az eredeti forgatókönyv szerint a filmben ténylegesen szerepelt volna az ütközet, azonban ezt az ötletet végül költségvetési szempontok miatt elvetették. Az eredeti szövegkönyv még részletes leírást is adott a kapuról: „hatalmas fémfal; bevehetetlen, futurisztikus fegyverektől hemzsegő erődítmény”. Ennek a jelenetnek egy részét leforgatták, és röviden látható a film mozielőzetesében.

## Utalások a populáris kultúrában
A Szárnyas fejvadász befolyásának köszönhetően a populáris kultúra számos forrása említi a Tannhäuser Kaput, feltehetőleg tiszteletadásként.
Számos helyen használják a Tannhäuser Kapu kifejezést mint a csillagközi utazás egy módját. A Gunbuster japán animációs sorozatban több utalás található a Kapun keresztüli űrutazásra. A Heavy Gear játék-univerzum leírása szerint „egy hiba a téridő kontinuumban, ahol a tér két egyébként távol eső pontja érintkezik”. A FunOrb űrstratégiai játékban a játékosok kifejleszthetik és kitelepíthetik a Tannhäuser Projektet, ami időszakos féregjáratot képez két, egyébként nem szomszédos rendszer között.
Ezt a kifejezést használják helyek, helyszínek leírására is. A Homeworld számítógépes játékban a játékosnak meg kell mentenie a Bentusit az ellenséges erőktől a Tenhauser Kapunál.
A Stellaris nevű játékban mint inaktív űrkapu jelenik meg díszletelemként. 
A valóságban is sok különféle helyen használják ezt a nevet. Tannhauser Kapu a neve egy lengyelországi számítógépes játék tervező- és fejlesztő stúdiónak. Az Electric Hellfire Club Electronomicon albumán egy szám címe; az Egyesült Királyságbeli alternatív metál zenekar, a Fightstar második albumán, az One Day Son, This Will All Be Yours címűn szintén található Tannhäuser Kapu című dal. Ugyancsak ez a címe a Cubicle demoscene csapat egy demójának, amelyben szerepel néhány „Szárnyas fejvadász” ihlette 3D-s jelenet, de említhetjük még az angol Tan-Hauser Gate elektronikus rockzenét játszó bandát is.
Néha a Tannhäuser Kapu easter eggként jelenik meg, mint például egy könyv címe, amit Antimony olvas a Gunnerkrigg Court webes képregény 10. fejezetének ráadásoldalán.
Owen Wilson, Drillbit Taylor megformálója az azonos című 2008-as filmben egy testőri állásinterjú alatt a „Mit láttál?” kérdésre a következő idézettel válaszol: „Néztem a C-sugarak ragyogását a sötétben a Tannhäuser Kapu közelében”.

## Lásd még
- Tannhäuser a neve egy mitikus német lovagnak, és a címe egy Wagner operának.

## Fordítás
- Ez a szócikk részben vagy egészben a Tannhauser Gate című angol Wikipédia-szócikk fordításán alapul.  Az eredeti cikk szerkesztőit annak laptörténete sorolja fel. Ez a jelzés csupán a megfogalmazás eredetét és a szerzői jogokat jelzi, nem szolgál a cikkben szereplő információk forrásmegjelöléseként.

## Külső hivatkozások
- Rutger Hauer idézete (mp3 formátumban)